# Snitîn, Lubnî
Snitîn (în ucraineană Снітин) este localitatea de reședință a comunei Snitîn din raionul Lubnî, regiunea Poltava, Ucraina.

## Demografie
Componența lingvistică a localității Snitîn
     Ucraineană (97,77%)
     Rusă (1,49%)
     Alte limbi (0,64%)
Conform recensământului din 2001, majoritatea populației localității Snitîn era vorbitoare de ucraineană (97,77%), existând în minoritate și vorbitori de rusă (1,49%).